# Affaire Gokana
 (juin 2025).
Si vous disposez d'ouvrages ou d'articles de référence ou si vous connaissez des sites web de qualité traitant du thème abordé ici, merci de compléter l'article en donnant les références utiles à sa vérifiabilité et en les liant à la section « Notes et références ».
 (juin 2025).
Motif : L'article n'est soutenu par aucune source secondaire de qualité. L'unique source de l'article n'est plus valide. La notoriété de l'affaire n'est pas prouvée. Rien ne semble indiquer sur la toile une affaire dénommée "affaire gokana" même si certains faits évoqués sont réels. L'article ne semble pas satisfaire les critères d'admissibilité de wikipedia.
- Archive Wikiwix
- Bing
- Cairn
- DuckDuckGo
- E. Universalis
- Gallica
- Google
- G. Books
- G. News
- G. Scholar
- Persée
- Qwant
- (zh) Baidu
- (ru) Yandex
- (wd) trouver des œuvres sur Wikidata

| 1. | Préciser le motif de la pose du bandeau. | Précisez le motif de la pose du bandeau en utilisant la syntaxe suivante : {{admissibilité à vérifier\|date=juin 2025\|motif=remplacez ce texte par le motif}}                      |
| 2. | Informer les utilisateurs concernés.     | Pensez à avertir le créateur de l'article, par exemple, en insérant le code ci-dessous sur sa page de discussion : {{subst:avertissement admissibilité à vérifier\|Affaire Gokana}} |

L'affaire Gokana est une affaire politico-financière qui touche en 2005 le gouvernement de la République du Congo (Congo-Brazzaville) et dans laquelle 300 millions de dollars US auraient été détournés en 2004. Elle constitue un exemple de l'utilisation pervertie du système du préfinancement pétrolier.

## L'affaire
Le 28 novembre 2005, un jugement d'un tribunal britannique a révélé que des officiels congolais avaient participé à la vente du pétrole de l'État congolais, à travers un réseau de sociétés offshore, destiné à tenir les revenus pétroliers hors de portée des créanciers qui tentent de saisir les actifs de la Société nationale des pétroles du Congo (SNPC).
Le tribunal britannique a identifié un trafic d'au moins 472 millions de dollars US, qui ont transité à travers deux sociétés, Sphynx Bermuda et Africa Oil and Gas Corporation. Africa Oil and Gas Corporation a récupéré la majeure partie des bénéfices dégagés par les ventes.
Le système de sociétés écrans est entièrement contrôlé par Denis Gokana, conseiller spécial du Président Denis Sassou-Nguesso et dirigeant de la SNPC. Alors que le Premier ministre congolais Isidore Mvouba a expliqué que le but de ces pratiques était uniquement d'échapper aux créanciers, Global Witness a estimé les sociétés écrans appartenant aux proches de Sassou Ngesso, parmi lesquels Denis Gokana ont ainsi dégagé des profits considérables.
Selon les ONG de la campagne « Publiez ce que vous payez », lancée en 2002, l'écart entre la somme perçue en 2004 par la SNPC et les revenus pétroliers reçus par le Trésor était de 300 millions de dollars, soit un tiers des revenus pétroliers congolais.
Une action en justice intentée aux États-Unis, contre la SNPC, a ainsi identifié sur la période 1999-2003 des prêts d'une valeur de 650 millions de dollars remboursés avec 1,4 milliard de dollars de pétrole.
Cet écart est en partie dû à la pratique des préfinancements pétroliers. Le gouvernement congolais a promis en 2001, 2002 puis 2003, au titre du programme du FMI, de stopper cette pratique mais n'a pas respecté son engagement.